# Art Buchwald
Arthur „Art“ Buchwald (20. října 1925, Mount Vernon, New York, USA – 17. ledna 2007, Washington D.C.) byl americký novinář, spisovatel a humorista.

## Kariéra
Arthur Buchwald studoval USC (University of Southern California), ale nedokončil ji. V padesátých letech začínal jako sloupkař International Herald Tribune v Paříži. Proslul jako glosátor všedního dne v Americe. Zaměřoval se na velkou škálu témat, počínaje generačními problémy a konče politikou, a to nejen domácí, ale také zahraniční a mezinárodní. Mezi jeho velmi známé sloupky patří například ty o amerických prezidentech, kde několika slovy, případně výmluvnou situací dokázal s nadsázkou výborně vystihnout slabiny každého z nich. Dále je také autorem zajímavých postřehů Američana o Evropě, ale také o Američanech v Evropě. Během svého života publikoval pravidelně ve více než 500 denících a časopisech po celém světě a často své práce vydával také knižně.

## Ocenění
- 1982 - Pulitzerova cena[2]

## Dílo
- Paris After Dark (1953)
- Art Buchwald's Paris (1956)
- I Chose Caviar (1957)
- The Brave Coward (1957)
- More Caviar (1958)
- A Gift From the Boys (1958)
- Don't Forget to Write (1960)
- Come with Me Home: Complete Novel (1960)
- Son of the Great Society (1961)
- How Much is that in Dollars? (1961)
- Is it Safe to Drink the Water? (1963)
- I Chose Capitol Punishment (1963)
- ... and Then I Told the President: The Secret Papers of Art Buchwald (1965)
- Son of the Great Society (1966)
- Have I Ever Lied To You? (1968)
- The Establishment is Alive and Well in Washington (1969)
- Counting Sheep; The Log and the Complete Play: Sheep on the Runway. (1970)
- Oh, to be a Swinger (1970)
- Getting High in Government Circles (1971)
- I Never Danced at the White House (1973)
- I Am Not a Crook"(1974)
- The Bollo Caper: A Fable for Children of All Ages (1974)
- Irvings Delight: At Last! a Cat Story for the Whole Family! (1975)
- Washington Is Leaking (1976)
- Irving's Delight (1976)
- Down the Seine and Up the Potomac (1977)
- Best cartoons of the world (1978)
- ' 'Art Buchwald by Leonard Probst (1978)
- The Buchwald Stops Here  (1979)
- Laid Back In Washington With Art Buchwald (1981)
- Seems Like Yesterday (1981)
- While Reagan Slept (1983)
- You Ask, Buchwald Answers (1983)
- The Official Bank-Haters' Handbook (1984)
- You Can Fool All of the People All the Time (1986)
- I Think I Don’t Remember (1987)
- Whose Rose Garden Is It Anyway? (1989)
- Lighten Up, George (1991)
- Leaving Home: A Memoir (1994)
- I'll Always Have Paris: A Memoir (1995)
- Stella in Heaven: Almost a Novel (2000)
- We'll Laugh Again (2002)
- Beating Around the Bush (2005)

### Autobiografie
- Too Soon to Say Goodbye (2006)

### Vyšlo v češtině
- Copak jsem vám někdy lhal? (Nakladatelství Lidové noviny, 1992)[3]